# San Juan Bautista (Madrid)
San Juan Bautista és un barri del districte de Ciudad Lineal, a Madrid. Té una superfície de 101,08 hectàrees i una població de 12.831 habitants (2009).
Limita al nord amb el barri de Colina, al sud amb San Pascual, a l'est amb Piovera i Canillas, (Hortaleza) i a l'oest amb Prosperidad (Chamartín). Està delimitat amb l'autopista de circumval·lació M-30, l'autovia N-II, el carrer d'Arturo Soria i el carrer de José Silva/Ramón y Cajal.

## Història
Es va urbanitzar a principis dels anys 60. La companyia Saconia va construir la majoria dels immobles. El barri, també conegut com "El Parqu de San Juan Bautista", o simplement "el Parque", quedava alguna cosa aïllat de Madrid. La seva comunicació amb la ciutat era a través d'un estret túnel sota la llavors anomenada "autopista de Barajas", o per uns carrers que li comunicaven amb Arturo Soria. Un autobús, la línia P-1, conegut com a "camioneta" travessava "el Parc" en el seu trajecte Canillas - Diego de León, on quedava l'estació de metro més propera. Pujant a la llavors estretíssima carretera en Arturo Soria, es podia prendre el tramvia que circulava nord-sud, entre sengles pins, des del Barri de la Concepción fins a Chamartín de la Rosa.
En els vuitanta es van construir habitatges de luxe al voltant d'Arturo Soria i a la zona propera a la M-30. La zona del camp de l'Església i la Cinquena de la Coloma va ser profundament transformada, desapareixent el terraplè i les barraques. Finalment es va construir un col·legi públic i va arribar el Metre amb les estacions de l'Avinguda de la Paa i Arturo Soria. El tramvia va desaparèixer i l'autobús ara et porta des del Parc fins a la Puerta del Sol travessant el millor de Madrid. Hispavox i Parke-Davis van desaparèixer, però van arribar Telefónica, Amper i diverses altres empreses. Dos personatges de l'Espanya dels setanta, que vivien al Parc van ser la cantant Massiel i l'actor Emilio Rodríguez, de la popular sèrie de TVE Crónicas de un pueblo. En els noranta va arribar La Prefectura de Tràfic, i el centre comercial d'Arturo Soria.